# Max Hintermayr
Max Hintermayr (* 20. Januar 1893 in Augsburg; † 4. Oktober 1986 in Nürnberg) war ein deutscher Industrieller und Fabrikant.

## Leben und Wirken
Max Hintermayr wurde als Sohn des Monteur-Ehepaares Max und Anna Hintermayr in Augsburg geboren. Dort absolvierte er eine Ausbildung als Maschinenschlosser und ging anschließend 1911 zur MAN nach Nürnberg. Im Jahr 1928 trat er in die zwei Jahre vorher gegründete Metallwarenfabrik seines Bruders Fritz ein. 
Ignaz und Adolf Bing gründeten in der Karolinenstraße in Nürnberg die Nürnberger Metallwarenfabrik Gebrüder Bing, die für die Herstellung von Blechspielzeug bekannt wurde. Infolge der Weltwirtschaftskrise musste die Firma 1932 Konkurs anmelden. Max Hintermayr erwarb den Firmennamen und die Gasboiler-Fertigung. In der Firma seines Bruders baute er die Entwicklungsabteilung auf und es wurden fortan u. a. Gasboiler hergestellt und ab 1933 lief die Bing-Vergaserproduktion.
1960 zog er sich in den Ruhestand zurück, war dann aber gezwungen, nach dem plötzlichen Tod seines Bruders die Leitung der Firma zu übernehmen. Wegen seines hohen Alters und wegen fehlender Nachkommen entschloss er sich 1965 zum Verkauf, wobei es gelang, die Erhaltung der Arbeitsplätze und die Fortführung der Produktion zu garantieren. Vor dem Verkauf überführte Max Hintermayr die Firma in die Fritz-Hintermayr-GmbH. Die Fritz Hintermayr GmbH Bing-Vergaser-Fabrik wurde 2001 in Bing Power Systems GmbH umbenannt, es ist heute ein Unternehmen der Flash Group mit Sitz in Nürnberg und als Hersteller von Motorradzubehör bekannt.
Im Jahr 1967 musste der Lastenaufzug der nach seinem Bruder benannten Fritz-Hintermayr-Hütte neu erstellt werden. Der bisherige Aufzug war von der Behörde beanstandet worden, die Holzmasten waren stark angefault. Ein elektrisch betriebener Materialaufzug musste in Auftrag gegeben werden. Max Hintermayr spendete einen größeren Geldbetrag für diesen Zweck.
Nachdem Max Hintermayr dann zum zweiten Mal den wohlverdienten Ruhestand antreten konnte, vollendete er die bereits von seinem Bruder begonnene Spendentätigkeit für gemeinnützige und soziale Zwecke. Getreu dem Vermächtnis von Fritz Hintermayr errichtete er eine Dauerstiftung, die mit einem Grundkapital von fünf Millionen Mark ausgestattet ist und von der Stadt Nürnberg verwaltet wird. Daneben spendete er zwei Millionen für das bekannte Altenpflegeheim beim Sebastianspital, und zum Vergnügen der Erholung suchenden Nürnberger stellte er 1,25 Millionen Mark zur Verfügung, die den Bau des Delphinariums im Tiergarten ermöglichten. Auch in ihrer Vaterstadt Augsburg wendeten die Brüder Hintermayr große Summen für die Errichtung von Altenheimen auf; im Ganzen haben sie rund 16 Millionen Mark für das öffentliche Wohl geschenkt. Für sein soziales Engagement verlieh die Stadt Nürnberg Max Hintermayr 1980 die Ehrenbürgerwürde.
Max Hintermayr ist auf dem Westfriedhof in Nürnberg beerdigt worden.

## Ehrungen
- Verleihung der Bürgermedaille der Stadt Nürnberg im Jahr 1966.[5]
- Ehrenbürger der Stadt Nürnberg 1980.[6]